# Liste der Bischöfe von Cervia
Die folgenden Personen waren Bischöfe von Cervia (Italien):
- Guadagno da Majolo, OFM (26. Juni 1342–?)
- Giovanni Piacentini (8. März 1364–13. Januar 1369)
- Bernardo Guascone, OFM (29. März 1370, 1374)
- Maynard de Contrariis (2. April 1414–1431)
- Cristoforo di San Marcello (2. Mai 1431 – 21. November 1435), danach Bischof von Rimini
- Antonio Correr, C.R.S.A. (November 1435–1440)
- Pietro Barbo (1. Juli 1440 – 19. Juni 1451)
- Isidor von Kiew (10. Juni 1451 – 15. März 1455)
- Francesco Portio (15. März 1455–1474)
- Achille Marescotti (9. Januar 1475 – 20. November 1485)
- Tommaso Catanei, O.P. (12. Dezember 1485–1513)
- Pietro de Flisco (23. September 1513–1525)
- Paolo Emilio Cesi (1525– 23. März 1528)
- Octavio de Cesi (23. März 1528–1534)
- Giovanni Andrea Cesi (13. November 1534 – 11. März 1545, danach Bischof von Todi)
- Federico Cesi (11. März 1545 – 23. März 1545)
- Scipione Santacroce (23. März 1545–1576)
- Ottavio Santacroce (18. Juli 1576–1581)
- Lorenzo Campeggi (8. Januar 1582 – 6. November 1585)
- Decio Azzolini (Sr.) (15. November 1585 – 7. Oktober 1587)
- Annibal Pauli (12. Oktober 1587–1590)
- Alfonso Visconti, C.O. (8. Februar 1591 – 10. September 1601, danach Bischof von Spoleto)
- Bonifazio Bevilacqua (10. September 1601 – 7. April 1627)
- Giovanni Francesco Guidi di Bagno (17. Mai 1627 – 16. April 1635, danach Bischof von Rieti)
- Francesco Maria Merlini (17. September 1635 – November 1644)
- Pomponio Spreti (8. Januar 1646 – 15. November 1652)
- Francesco Gheri (31. Mai 1655–1662)
- Anselmo Dandini (26. Juni 1662 – Dezember 1664)
- Gerolamo Santolini (15. Juni 1665 – März 1667)
- Gianfrancesco Riccamonti, O.S.B. (4. April 1668 – 17. April 1707)
- Camillo Spreti (15. April 1709 – Januar 1727)
- Gaspare Pizzolanti, OCarm (25. Juni 1727 – 31. Dezember 1765)
- Giambattista Donati (2. Juni 1766–1792)
- Bonaventura (Domenico Giuseppe) Gazzola, OFM Ref. (1. Juni 1795 – 21. Februar 1820, danach Bischof von Corneto (Tarquinia) e Montefiascone)
- Giuseppe Crispino Mazzotti (21. Februar 1820 – 2. November 1825)
- Ignazio Giovanni Cadolini (3. Juli 1826 – 30. September 1831, danach Bischof von Foligno)
- Mariano Baldassare Medici, O.P. (17. Dezember 1832 – 1. Oktober 1833)
- Innocenzo Castracane degli Antelminelli (20. Januar 1834 – 12. Februar 1838, danach Bischof von Cesena)
- Gaetano Balletti (12. Februar 1838 – 11. Mai 1842)
- Gioacchino Tamburini (Tamberini) (22. Juli 1842 – 13. Oktober 1859)
- Giovanni Monetti (23. März 1860 – 15. Februar 1877)
- Federico Foschi (20. März 1877 – 7. Oktober 1908)
- Pasquale Morganti, O.Ss.C.A. (7. Januar 1909 – 18. Dezember 1921)
- Antonio Lega (18. Dezember 1921 – 16. November 1946)